# Giải vô địch bóng đá U-16 châu Á 2018
Giải vô địch bóng đá U-16 châu Á 2018 sẽ là giải vô địch bóng đá U-16 châu Á lần thứ 18, giải vô địch bóng đá trẻ quốc tế hai năm 1 lần được tổ chức bởi Liên đoàn bóng đá châu Á (AFC) cho các đội tuyển quốc gia dưới 16 tuổi nam của châu Á. Giải sẽ diễn ra tại Malaysia, AFC trao quyền chủ nhà vào ngày 25 tháng 7 năm 2017, từ ngày 20 tháng 9 và ngày 7 tháng 10 năm 2018. Tổng cộng có 16 đội tuyển sẽ thi đấu trong giải đấu.
Bốn đội tuyển hàng đầu của giải đấu sẽ giành vé dự Giải vô địch bóng đá U-17 thế giới 2019 ở Peru với tư cách đại diện của AFC.
Iraq là đương kim vô địch.

## Vòng loại

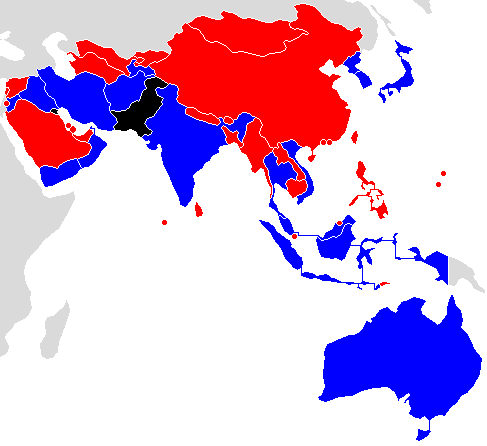
Được vượt qua vòng loại cho Giải vô địch bóng đá U-16 châu Á 2018
Không thể vượt qua vòng loại
Bị loại hoặc rút lui
Không phải là thành viên AFC

Vòng loại đã diễn ra vào ngày 16–29 tháng 9 năm 2017. Malaysia cũng được tham gia vào vòng loại, mặc dù họ đã được vượt qua vòng loại tự động như chủ nhà.

### Các đội tuyển vượt qua vòng loại
Dưới đây là 16 đội tuyển được vượt qua vòng loại cho giải đấu chung kết.
| Đội tuyển         | Tư cách vòng loại | Tham dự | Thành tích tốt nhất lần trước |
| ----------------- | ----------------- | ------- | ----------------------------- |
| Malaysia          | Chủ nhà           | 5 lần   | Tứ kết (2014)                 |
| Jordan            | Nhất bảng A       | 3 lần   | Tứ kết (2010)                 |
| Tajikistan        | Nhất bảng B       | 3 lần   | Hạng ba (2006)                |
| Iran              | Nhất bảng C       | 11 lần  | Vô địch (2008)                |
| Iraq              | Nhất bảng D       | 10 lần  | Vô địch (2016)                |
| Yemen             | Nhất bảng E       | 5 lần   | Á quân (2002)                 |
| CHDCND Triều Tiên | Nhất bảng F       | 11 lần  | Vô địch (2010, 2014)          |
| Indonesia         | Nhất bảng G       | 6 lần   | Hạng tư (1990)                |
| Hàn Quốc          | Nhất bảng H       | 14 lần  | Vô địch (1986, 2002)          |
| Úc                | Nhất bảng I       | 6 lần   | Bán kết (2010, 2014)          |
| Nhật Bản          | Nhất bảng J       | 15 lần  | Vô địch (1994, 2006)          |
| Ấn Độ             | Nhì bảng D        | 8 lần   | Tứ kết (2002)                 |
| Oman              | Nhì bảng B        | 10 lần  | Vô địch (1996, 2000)          |
| Thái Lan          | Nhì bảng G        | 11 lần  | Vô địch (1998)                |
| Việt Nam          | Nhì bảng I        | 7 lần   | Hạng tư (2000)                |
| Afghanistan       | Nhì bảng C        | 1 lần   | Lần đầu                       |

Ghi chú:
1. 1 2 3 4 5  Khi Malaysia (Nhì bảng J) đã được vượt qua vòng loại tự động cho giải đấu chung kết như chủ nhà, 5 đội nhì bảng tốt nhất (trừ Malaysia) được vượt qua vòng loại cho giải đấu chung kết.

## Địa điểm
Các trận đấu sẽ được diễn ra tại ba địa điểm trong khu vực Greater Kuala Lumpur (Thung lũng Klang).
| Kuala Lumpur                      | Kuala Lumpur          | Petaling Jaya              |
| --------------------------------- | --------------------- | -------------------------- |
| Sân vận động Quốc gia Bukit Jalil | Sân vận động UM Arena | Sân vận động Petaling Jaya |
| Sức chứa: 87.411                  | Sức chứa: 1.000       | Sức chứa: 25.000           |
|                                   |                       |                            |
| Kuala LumpurPetaling Jaya         |                       |                            |

## Bốc thăm
Lễ bốc thăm của giải đấu chung kết đã tổ chức vào ngày 26 tháng 4 năm 2018, lúc 15:00 MYT (UTC+8), tại tòa nhà AFC ở Kuala Lumpur. 16 đội tuyển đã được bốc thăm chia thành bốn bảng 4 đội. Các đội tuyển đã được hạt giống theo thành tích của họ trong giải vô địch bóng đá U-16 châu Á 2016 và vòng loại, với chủ nhà Malaysia tự động được hạt giống và được gán vào vị trí A1 trong lễ bốc thăm.
| Nhóm 1                                           | Nhóm 2                                      | Nhóm 3                              | Nhóm 4                                              |
| ------------------------------------------------ | ------------------------------------------- | ----------------------------------- | --------------------------------------------------- |
| 1. Malaysia 2. Iraq 3. Iran 4. CHDCND Triều Tiên | 1. Nhật Bản 2. Oman 3. Việt Nam 4. Hàn Quốc | 1. Yemen 2. Ấn Độ 3. Thái Lan 4. Úc | 1. Tajikistan 2. Jordan 3. Afghanistan 4. Indonesia |

## Danh sách cầu thủ
Cầu thủ sinh vào ngày hoặc sau ngày 1 tháng 1 năm 2002 đủ điều kiện để thi đấu. Mỗi đội tuyển phải đăng ký một đội hình tối thiểu 18 cầu thủ và tối đa 23 cầu thủ, tối thiểu 3 cầu thủ trong số đó phải là thủ môn (Quy tắc bài viết 24.1 và 24.2).

## Vòng bảng
Hai đội hàng đầu của mỗi bảng giành quyền vào tứ kết.

Các tiêu chí
Tất cả thời gian theo giờ địa phương, MYT (UTC+8).
| Ngày đấu   | Các ngày               | Các trận đấu |
| ---------- | ---------------------- | ------------ |
| Ngày đấu 1 | 20–22 tháng 9 năm 2018 | 1 v 4, 2 v 3 |
| Ngày đấu 2 | 23–25 tháng 9 năm 2018 | 4 v 2, 3 v 1 |
| Ngày đấu 3 | 26–28 tháng 9 năm 2018 | 1 v 2, 3 v 4 |

### Bảng A
| VT | Đội          | ST | T | H | B | BT | BB | HS | Đ | Giành quyền tham dự     |
| -- | ------------ | -- | - | - | - | -- | -- | -- | - | ----------------------- |
| 1  | Nhật Bản     | 3  | 2 | 1 | 0 | 7  | 2  | +5 | 7 | Vòng đấu loại trực tiếp |
| 2  | Tajikistan   | 3  | 1 | 1 | 1 | 4  | 7  | −3 | 4 | Vòng đấu loại trực tiếp |
| 3  | Thái Lan     | 3  | 1 | 0 | 2 | 7  | 9  | −2 | 3 |                         |
| 4  | Malaysia (H) | 3  | 1 | 0 | 2 | 8  | 8  | 0  | 3 |                         |

| Malaysia | 6 - 2    | Tajikistan |
| -------- | -------- | ---------- |
|          | Chi tiết |            |

| Nhật Bản | 5 - 2    | Thái Lan |
| -------- | -------- | -------- |
|          | Chi tiết |          |

| Thái Lan | 4 - 2    | Malaysia |
| -------- | -------- | -------- |
|          | Chi tiết |          |

| Tajikistan | 0 - 0    | Nhật Bản |
| ---------- | -------- | -------- |
|            | Chi tiết |          |

| Malaysia | 0 - 2    | Nhật Bản |
| -------- | -------- | -------- |
|          | Chi tiết |          |

| Thái Lan | 1 - 2    | Tajikistan |
| -------- | -------- | ---------- |
|          | Chi tiết |            |

### Bảng B
| VT | Đội               | ST | T | H | B | BT | BB | HS | Đ | Giành quyền tham dự     |
| -- | ----------------- | -- | - | - | - | -- | -- | -- | - | ----------------------- |
| 1  | CHDCND Triều Tiên | 3  | 2 | 1 | 0 | 6  | 3  | +3 | 7 | Vòng đấu loại trực tiếp |
| 2  | Oman              | 3  | 1 | 1 | 1 | 5  | 5  | 0  | 4 | Vòng đấu loại trực tiếp |
| 3  | Yemen             | 3  | 1 | 0 | 2 | 5  | 4  | +1 | 3 |                         |
| 4  | Jordan            | 3  | 0 | 1 | 2 | 5  | 9  | −4 | 1 |                         |

| Oman | 2 - 0    | Yemen |
| ---- | -------- | ----- |
|      | Chi tiết |       |

| CHDCND Triều Tiên | 2 - 2    | Jordan |
| ----------------- | -------- | ------ |
|                   | Chi tiết |        |

| Jordan | 2 - 2    | Oman |
| ------ | -------- | ---- |
|        | Chi tiết |      |

| Yemen | 0 - 1    | CHDCND Triều Tiên |
| ----- | -------- | ----------------- |
|       | Chi tiết |                   |

| CHDCND Triều Tiên | 3 - 1    | Oman |
| ----------------- | -------- | ---- |
|                   | Chi tiết |      |

| Yemen | 5 - 1    | Jordan |
| ----- | -------- | ------ |
|       | Chi tiết |        |

### Bảng C
| VT | Đội       | ST | T | H | B | BT | BB | HS | Đ | Giành quyền tham dự     |
| -- | --------- | -- | - | - | - | -- | -- | -- | - | ----------------------- |
| 1  | Indonesia | 3  | 1 | 2 | 0 | 3  | 1  | +2 | 5 | Vòng đấu loại trực tiếp |
| 2  | Ấn Độ     | 3  | 1 | 2 | 0 | 1  | 0  | +1 | 5 | Vòng đấu loại trực tiếp |
| 3  | Iran      | 3  | 1 | 1 | 1 | 5  | 2  | +3 | 4 |                         |
| 4  | Việt Nam  | 3  | 0 | 1 | 2 | 1  | 7  | −6 | 1 |                         |

| Iran | 0 - 2    | Indonesia |
| ---- | -------- | --------- |
|      | Chi tiết |           |

| Việt Nam | 0 - 1    | Ấn Độ |
| -------- | -------- | ----- |
|          | Chi tiết |       |

| Ấn Độ | 0 - 0 | Iran |
| ----- | ----- | ---- |
|       |       |      |

| Indonesia | 1 - 1    | Việt Nam |
| --------- | -------- | -------- |
|           | Chi tiết |          |

| Iran | 5 - 0    | Việt Nam |
| ---- | -------- | -------- |
|      | Chi tiết |          |

| Ấn Độ | 0 - 0    | Indonesia |
| ----- | -------- | --------- |
|       | Chi tiết |           |

### Bảng D
| VT | Đội         | ST | T | H | B | BT | BB | HS  | Đ | Giành quyền tham dự     |
| -- | ----------- | -- | - | - | - | -- | -- | --- | - | ----------------------- |
| 1  | Hàn Quốc    | 3  | 3 | 0 | 0 | 12 | 0  | +12 | 9 | Vòng đấu loại trực tiếp |
| 2  | Úc          | 3  | 2 | 0 | 1 | 6  | 4  | +2  | 6 | Vòng đấu loại trực tiếp |
| 3  | Iraq        | 3  | 1 | 0 | 2 | 3  | 5  | −2  | 3 |                         |
| 4  | Afghanistan | 3  | 0 | 0 | 3 | 1  | 13 | −12 | 0 |                         |

| Iraq | 2 - 1    | Afghanistan |
| ---- | -------- | ----------- |
|      | Chi tiết |             |

| Hàn Quốc | 3 - 0    | Úc |
| -------- | -------- | -- |
|          | Chi tiết |    |

| Úc | 2 - 1    | Iraq |
| -- | -------- | ---- |
|    | Chi tiết |      |

| Afghanistan | 0 - 7    | Hàn Quốc |
| ----------- | -------- | -------- |
|             | Chi tiết |          |

| Iraq | 0 - 2    | Hàn Quốc |
| ---- | -------- | -------- |
|      | Chi tiết |          |

| Úc | 4 - 0    | Afghanistan |
| -- | -------- | ----------- |
|    | Chi tiết |             |

## Vòng đấu loại trực tiếp
Trong vòng đấu loại trực tiếp, loại sút luân lưu (không có hiệp phụ) được sử dụng để quyết định đội thắng nếu cần thiết (Quy định bài viết 12.1 và 12.2).

### Sơ đồ
|  | Tứ kết                     | Tứ kết                     |                          |       | Bán kết | Bán kết |  |  | Chung kết | Chung kết |
|  |                            |                            |                          |       |         |         |  |  |           |           |
|  | 30 tháng 9 – Bukit Jalil   |                            |                          |       |         |         |  |  |           |           |
|  |                            |                            |                          |       |         |         |  |  |           |           |
|  | Nhật Bản                   | 2                          |                          |       |         |         |  |  |           |           |
|  | Nhật Bản                   | 2                          | 4 tháng 10 – Bukit Jalil |       |         |         |  |  |           |           |
|  | Oman                       | 1                          |                          |       |         |         |  |  |           |           |
|  | Oman                       | 1                          | Nhật Bản                 | 3     |         |         |  |  |           |           |
|  | 1 tháng 10 – Bukit Jalil   |                            | Nhật Bản                 | 3     |         |         |  |  |           |           |
|  |                            | Úc                         | 1                        |       |         |         |  |  |           |           |
|  | Indonesia                  | Úc                         | 1                        | 2     |         |         |  |  |           |           |
|  | Indonesia                  |                            | 7 tháng 10 – Bukit Jalil | 2     |         |         |  |  |           |           |
|  | Úc                         | 3                          |                          |       |         |         |  |  |           |           |
|  | Úc                         | 3                          | Nhật Bản                 | 1     |         |         |  |  |           |           |
|  | 30 tháng 9 – Petaling Jaya |                            | Nhật Bản                 | 1     |         |         |  |  |           |           |
|  |                            | Tajikistan                 | 0                        |       |         |         |  |  |           |           |
|  | CHDCND Triều Tiên          | Tajikistan                 | 0                        | 1 (2) |         |         |  |  |           |           |
|  | CHDCND Triều Tiên          | 4 tháng 10 – Petaling Jaya |                          | 1 (2) |         |         |  |  |           |           |
|  | Tajikistan (p)             | 1 (4)                      |                          |       |         |         |  |  |           |           |
|  | Tajikistan (p)             | 1 (4)                      | Tajikistan (p)           | 1 (7) |         |         |  |  |           |           |
|  | 1 tháng 10 – Petaling Jaya |                            | Tajikistan (p)           | 1 (7) |         |         |  |  |           |           |
|  |                            | Hàn Quốc                   | 1 (6)                    |       |         |         |  |  |           |           |
|  | Hàn Quốc                   | Hàn Quốc                   | 1 (6)                    | 1     |         |         |  |  |           |           |
|  | Hàn Quốc                   |                            |                          | 1     |         |         |  |  |           |           |
|  | Ấn Độ                      | 0                          |                          |       |         |         |  |  |           |           |
|  | Ấn Độ                      | 0                          |                          |       |         |         |  |  |           |           |

### Tứ kết
Các đội thắng vượt qua vòng loại cho Giải vô địch bóng đá U-17 thế giới 2019.
| Nhật Bản                              | 2 - 1    | Oman             |
| ------------------------------------- | -------- | ---------------- |
| - I. Al-Naabi 14' (l.n.) - Toyama 81' | Chi tiết | - Al-Mashary 22' |

| CHDCND Triều Tiên                                         | 1 - 1 (s.h.p.) | Tajikistan                                |
| --------------------------------------------------------- | -------------- | ----------------------------------------- |
| - Ri Hun 69'                                              | Chi tiết       | - Soirov 14'                              |
| Loạt sút luân lưu                                         |                |                                           |
| - Ra Nam-hyon - Kim Jin-guk - Chae Yu-song - Kim Jin-hyok | 2 - 4          | - Rahmatov - Panzhiev - Sharipov - Soirov |

| Indonesia              | 2 - 3    | Úc                                      |
| ---------------------- | -------- | --------------------------------------- |
| - Zico 17' - Rendy 89' | Chi tiết | - Walsh 51' - Leombruno 65' - Botic 74' |

| Hàn Quốc             | 1 - 0    | Ấn Độ |
| -------------------- | -------- | ----- |
| - Jeong Sang-bin 68' | Chi tiết |       |

### Bán kết
| Nhật Bản                     | 3 - 1    | Úc                 |
| ---------------------------- | -------- | ------------------ |
| - Toyama 59', 69' - Mito 78' | Chi tiết | - Botic 8' (ph.đ.) |

| Tajikistan                                                                | 1 - 1 (s.h.p.) | Hàn Quốc                                                                                                |
| ------------------------------------------------------------------------- | -------------- | --- |
| - Panzhiev 2'                                                             | Chi tiết       | - Yoon Suk-ju 39'                                                                                       |
| Loạt sút luân lưu                                                         |                | |
| - Rahmatov - Sharipov - Zakirov - Panzhiev - Soirov - Sangov - Litfullaev | 7 - 6          | - Jeong Sang-bin - Lee Tae-seok - Lee Jun-suk - Hong Sung-wook - Moon Jun-ho - Yoon Suk-ju - Son Ho-jun |

### Chung kết
| Nhật Bản        | 1 - 0    | Tajikistan |
| --------------- | -------- | ---------- |
| - Nishikawa 63' | Chi tiết |            |

## Vô địch
| Vô địch vòng chung kết U-16 châu Á 2018 |
| --------------------------------------- |
| · Nhật Bản · Lần thứ ba                 |

## Các đội tuyển vượt qua vòng loại cho FIFA U-17 World Cup 2019
Dưới đây là 4 đội tuyển từ vòng loại AFC cho giải vô địch bóng đá U-17 thế giới 2019.
| Đội tuyển  | Ngày vượt qua vòng loại | Tham dự lần trước trong giải đấu1                                             |
| ---------- | ----------------------- | ----------------------------------------------------------------------------- |
| Nhật Bản   | 30 tháng 9 năm 2018     | 8 (1993, 1995, 2001, 2007, 2009, 2011, 2013, 2017)                            |
| Tajikistan | 30 tháng 9 năm 2018     | 1 (2007)                                                                      |
| Úc         | 1 tháng 10 năm 2018     | 12 2 (1985, 1987, 1989, 1991, 1993, 1995, 1999, 2001, 2003, 2005, 2011, 2015) |
| Hàn Quốc   | 1 tháng 10 năm 2018     | 5 (1987, 2003, 2007, 2009, 2015)                                              |

1 In đậm chỉ ra vô địch cho năm đó. In nghiêng chỉ ra chủ nhà cho năm đó.